# 卡内基学派
卡内基学派（Carnegie School）是在卡内基·梅隆大学工业管理研究生院（David A. Tepper School of Business）成立的经济思想学派。该学派以提出两个“看似不相容”的概念而闻名：有限理性和理性预期。前者由诺贝尔经济学奖得主司马贺和奥利弗·威廉姆森等共同开创，后者由約翰·穆斯开发、诺贝尔经济学奖得主小罗伯特·卢卡斯和湯瑪斯·薩金特等推广。